# روبرت كوستانزو
روبرت كوستانزو (بالإنجليزية: Robert Costanzo)‏ (و. 1942  م) هو منتج أفلام، وممثل تلفزي، وممثل أفلام، ومؤدي أصوات، وكاتب سيناريو أمريكي، ولد في بروكلين.

## وصلات خارجية
- روبرت كوستانزو على موقع IMDb (الإنجليزية)
- روبرت كوستانزو على موقع ألو سيني (الفرنسية)
- روبرت كوستانزو على موقع ميوزك برينز (الإنجليزية)
- روبرت كوستانزو على موقع أول موفي (الإنجليزية)
- روبرت كوستانزو على موقع قاعدة بيانات برودواي على الإنترنت (الإنجليزية)
- روبرت كوستانزو على موقع قاعدة بيانات الأفلام السويدية (السويدية)
- روبرت كوستانزو على موقع قاعدة بيانات الفيلم (الإنجليزية)
- روبرت كوستانزو على موقع كينوبويسك (الروسية)